# Athlone–Longford (circonscription du Dáil)
Athlone–Longford est une circonscription électorale irlandaise de 1937 à 1948. Elle permet d'élire des membres du Dáil Éireann, la chambre basse de l'Oireachtas, le parlement d'Irlande. L'élection se fait suivant un scrutin proportionnel plurinominal avec scrutin à vote unique transférable.

## Députés
| Teachtaí Dála (TDs) pour Athlone–Longford 1937–1948 | Teachtaí Dála (TDs) pour Athlone–Longford 1937–1948 | Teachtaí Dála (TDs) pour Athlone–Longford 1937–1948 | Teachtaí Dála (TDs) pour Athlone–Longford 1937–1948 | Teachtaí Dála (TDs) pour Athlone–Longford 1937–1948 | Teachtaí Dála (TDs) pour Athlone–Longford 1937–1948 | Teachtaí Dála (TDs) pour Athlone–Longford 1937–1948 | Teachtaí Dála (TDs) pour Athlone–Longford 1937–1948 |
| Dáil                                                | Élection                                            | Député (Parti)                                      | Député (Parti)                                      | Député (Parti)                                      | Député (Parti)                                      | Député (Parti)                                      | Député (Parti)                                      |
| --------------------------------------------------- | --------------------------------------------------- | --------------------------------------------------- | --------------------------------------------------- | --------------------------------------------------- | --------------------------------------------------- | --------------------------------------------------- | --------------------------------------------------- |
| 9e                                                  | 1937                                                |                                                     | Seán Mac Eoin (FG)                                  |                                                     | Matthew Davis (FF)                                  |                                                     | James Victory (FF)                                  |
| 10e                                                 | 1938                                                |                                                     | Seán Mac Eoin (FG)                                  | Erskine H. Childers (FF)                            |                                                     |                                                     | James Victory (FF)                                  |
| 11e                                                 | 1943                                                |                                                     | Seán Mac Eoin (FG)                                  | Erskine H. Childers (FF)                            | Thomas Carter (FF)                                  |                                                     |                                                     |
| 12e                                                 | 1944                                                |                                                     | Seán Mac Eoin (FG)                                  | Erskine H. Childers (FF)                            | Thomas Carter (FF)                                  |                                                     |                                                     |
| 13e                                                 | 1948                                                | Circonscription supprimée. Voir Longford–Westmeath  | Circonscription supprimée. Voir Longford–Westmeath  | Circonscription supprimée. Voir Longford–Westmeath  | Circonscription supprimée. Voir Longford–Westmeath  | Circonscription supprimée. Voir Longford–Westmeath  | Circonscription supprimée. Voir Longford–Westmeath  |

Note : Les colonnes de ce tableau sont utilisées uniquement à des fins de présentation et aucune importance ne doit être attachée à l'ordre des colonnes. Pour plus de détails sur l'ordre dans lequel les sièges ont été remportés à chaque élection, voir les résultats détaillés de cette élection.